# Max Touret
Pour les articles homonymes, voir Touret.
Max Touret (1872-1963) est un ingénieur et peintre français.

## Biographie

### Origines
Max Touret est né le 26 mai 1872 à Versailles, fils unique de Jean-Eugène Touret, ingénieur, et de Jehanne-Aimé Smitt de Saint Genis. Le grand-père est Jacques-François-Augustin Touret (1805-1885), ancien préfet et inspecteur général des chemins de fer,.

### États-Unis
En 1876, Jean-Eugène Touret et sa famille partent séjourner à Philadelphie : ingénieur-commercial, le père de Max représente plusieurs sociétés industrielles françaises dont Ferdinand Arbey (Paris), important fabricant de machines-outils, exposées dans le pavillon français conçu par Armand Moisant durant la Centenial Exhibition of Arts, Manufactures and Products of the soil and mine, exposition internationale de Philadelphie célébrant le centenaire de la fondation des États-Unis. La famille décide de rester en Amérique et de s'installer à New York. En 1877, Jean-Eugène Touret dépose une série de brevets, pour des machines à pétrir le pain, à fabriquer des biscuits, et du chocolat. Il s'associe au brasseur et fabricant de chocolat d'origine française Henry Maillard qui possédait entre autres une boutique prestigieuse sur la Cinquième Avenue. La famille Touret vit au 55 West 25th Street. La mère de Max, très éprise d'art, emmène son fils visiter les musées et expositions de la région, comme la Boston Foreign Exhibition de 1883 et surtout la Works in oil and pastel by the impressionists of Paris (1886), organisée par Paul Durand-Ruel, lequel ouvre l'année suivante une galerie à New York. Le père de Max décède cette année-là, âgé de 46 ans, et sa mère décide de rentrer en France.
Installé à Paris, rue Margueritte, Max intègre le lycée Janson de Sailly, puis l'École centrale dont il sort diplômé en 1896. Il retourne aux États-Unis, reprendre les affaires de son père qu'il développe. En 1902, il est nommé associé de l'American Institute of Electricity et de l'American Institute of American Engineer. Il fait partie du Cercle d'escrime à l'épée (Paris, 1904). Mobilisé en août 1914 en tant que sous-lieutenant au 22e régiment d'artillerie, il opère au sein de la mission Tardieu en novembre 1916 la coordination de l'aide américaine auprès des armées du front et devient membre de la French High Commission in the United States qui prépare à l'entrée en guerre en avril 1917 des Américains. Durant son séjour diplomatique à Washington qui dura trois ans, il commence à peindre (Vue du Potomac) et, malgré l'Armistice, reste mobilisé dans la capitale fédérale jusqu'en décembre 1919.

### Le peintre

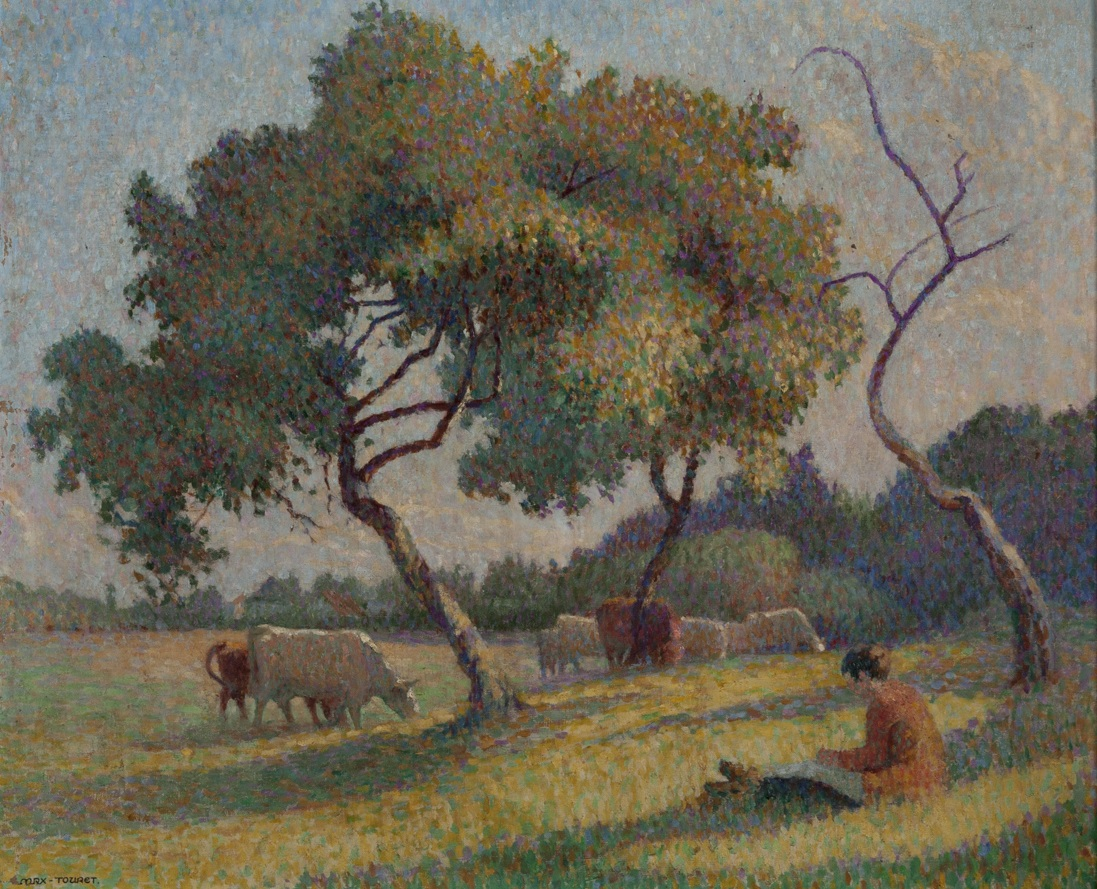
Paysage normand, huile sur toile, années 1920.

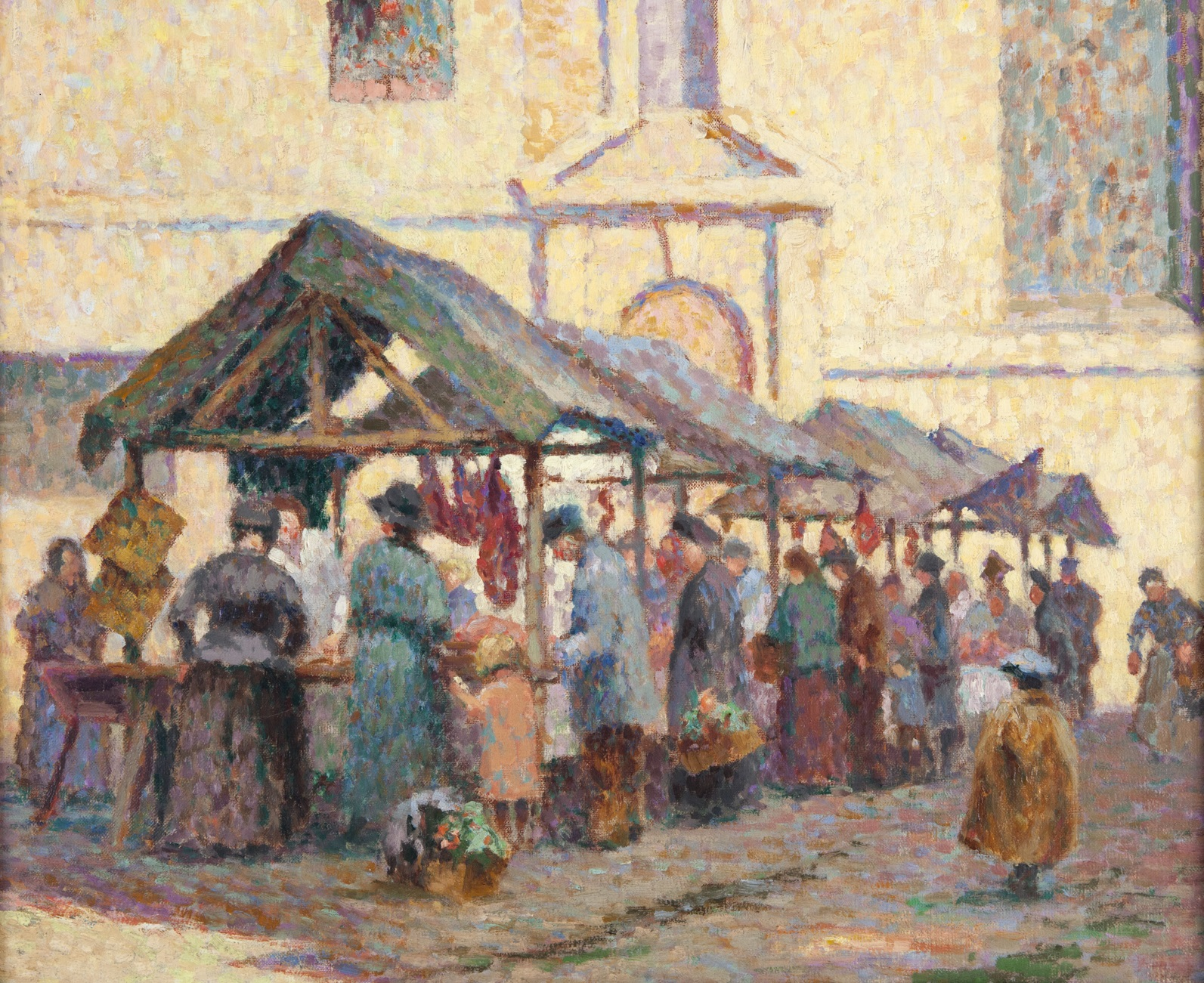
Scène de marché à Caudebec-lès-Elbeuf, huile sur toile, années 1920.

Max Touret s'est formé à l'art de peindre à la fois grâce aux goût prononcés de sa mère pour l'école moderne et ses propres connaissances et amitiés dans le monde de l'art. Il affectionne le travail des pointillistes. Avant guerre, il fréquentait l'atelier d'Émile Beaume dont il se dira l'élève. En 1920, il rejoint le Cercle artistique et littéraire Volnay où il expose. Son jeune cousin dont il était très proche et auquel il offrira de nombreuses connexions auprès de collectionneurs américains, le sculpteur Charles Georges Cassou, le pousse à exposer ses toiles, de nombreux paysages. Max est également proche depuis 1900 de l'architecte Julia Morgan. Il s'installe dans un atelier au 41 rue Bayen avec le peintre Pierre-Ludovic Dumas (1892-?). Il rejoint la Société des artistes français et commence d'exposer régulièrement au Salon des artistes français à Paris jusqu'en 1936.
Les années 1930 marquent un changement dans l’inspiration de Max Touret. À la naissance de sa première fille Gisèle, il déménage en famille à Viroflay à la lisière du bois de Chaville où il installe un nouvel atelier. Il fait aussi de nombreux séjours à la villa Maltournée en Normandie, près d'Honfleur. Il compose alors des nus et des intérieurs japonais ou orientaux raffinés. De nombreuses toiles étaient entreposées dans sa maison de Normandie, quand, en 1941, les forces allemandes réquisitionnent le logis, et en détruisent le contenu, dont une grande partie est volée.
Max Touret meurt le 26 février 1963 à Viroflay.
Au début des années 2010, des toiles du peintre sont retrouvées par sa famille : de nombreux paysages, quelques portraits, des peintures d'histoire inspirées de l'Amérique, des nus, des natures mortes, des scènes d'intérieur. Des expositions sont alors organisées, permettant de sortir de l'oubli l'artiste français. Un catalogue a été édité en 2018.

## Conservation
Début 2019, les toiles Le Phare du butin, Pêcheurs à quai. Honfleur, La Chapelle Notre-Dame de Grâce à Honfleur et Ferme normande, sont les premières œuvres de l’artiste, offertes par Thierry Ollivier-Lamarque, son petit-fils, à entrer au musée Eugène-Boudin de Honfleur.